# 버나드 베일린

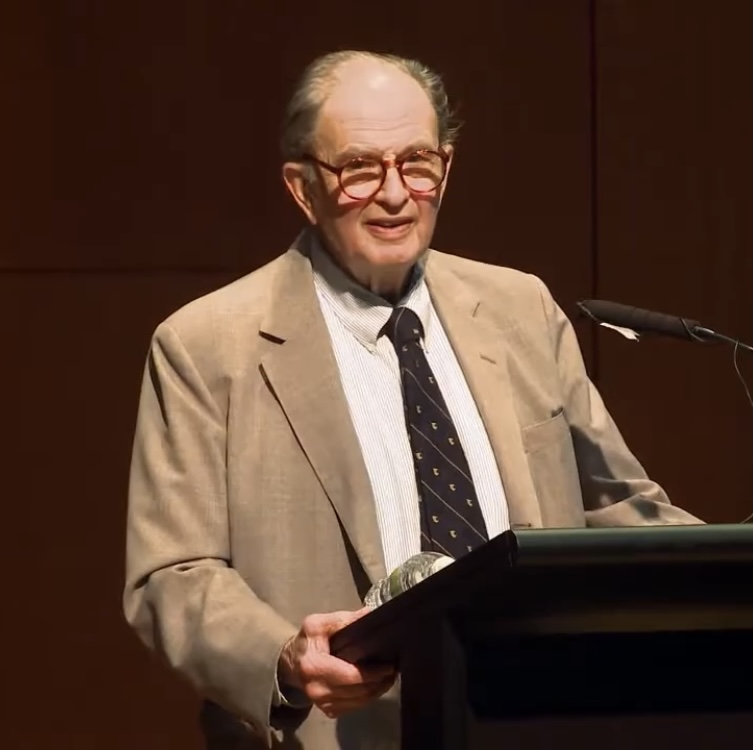

버나드 베일린(Bernard Bailyn; 1922년 9월 9일 ~ 2020년 8월 7일)은 하버드대학교의 명예교수로 초기 미국사 전공이다. 그는 공화주의에 대한 전문가로 여러 권의 책을 출간하였다. 마크 놀은 존 위더스푼에 대한 글에서 그의 책 《미국 혁명의 이데올로기적 기원》의 '자유의 전염'이라는 말을 차용하여 미국 혁명당시에 자유(Liberty)가 신학중심의 사고를 계몽주의중심으로 전환시켰는지 논하였다.

## 미국 혁명의 이데올로기적 기원
이 책은 베일린의 대표작으로 퓰리처상을 수상하였다.
뉴잉글랜드의 청교도의 정치적 그리고 사회적 원리들을 언약신학과 연관시켰는 데 이것이 휘그당 (영국)에게 기여하였다.

### 자유의 전염( Contagion of Liberty)

#### 노예제도
존 디킨슨과 요시아 퀸시, 존 아담스등은 영국에 대하여 아메리카 식민지를 노예라는 표현을 사용하여 독립의 필요성을 역설하였다. 또한 패트릭 헨리는 남부 지역에 농장에서 경제적 노동의 필요성은 인정하지만 훗날에 노예제도 폐지를 예측하였다

#### 종교의 설립
버지니아 식민지에서 종교의 자유령은 영국 국교회의 설립을 반대하는 것 뿐만 아니라, 미국에서 여타 어떤 종교적 행위도 행해질 수 있는 자유를 의미했다. 이삭 바쿠스와 같은 침례교 목사도 뉴잉글랜드에서 영국의 국교회의 설립을 반대하였다.